# Anus (langue)
Pour les articles homonymes, voir Anus (homonymie).
L’anus, horoernoes ou korur, est une des langues sarmi, parlée par 320 locuteurs (2005) dans une île de la baie de Jayapura, à l'est du fleuve Tor, dans la province de Papouasie en Indonésie.